# Saint-Quentin-sur-Indrois
Saint-Quentin-sur-Indrois è un comune francese di 483 abitanti situato nel dipartimento dell'Indre e Loira nella regione del Centro-Valle della Loira.
A circa un chilometro dal capoluogo comunale sorge il castello des Roches, dove nacque la beata Giovanna Maria de Maillé.

## Società

### Evoluzione demografica
Abitanti censiti